# Sancy (diamant)
Pour les articles homonymes, voir Sancy.
Ne doit pas être confondu avec Beau Sancy ou Le Grand Sancy.

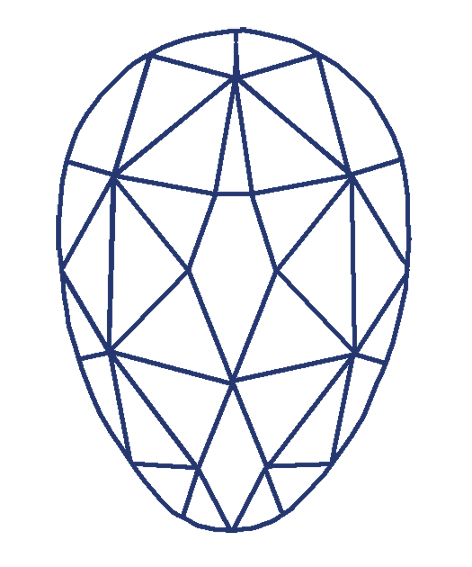
Relevé des 51 facettes sur une des faces du Sancy

Le Sancy ou Grand Sancy est un diamant blanc de 55,23 carats, découvert en Inde probablement au XVe siècle.

## Histoire
Un livre pour enfants publié en 1887 en fait le premier diamant taillé porté par un prince, Charles le Téméraire, comme joyau de chapeau associé à deux rubis balais. Ce dernier l'aurait perdu à la bataille de Grandson en 1476, sans qu'il ne soit possible d'en vérifier l'itinéraire exact. Vendu quelques florins par le mercenaire suisse qui le trouve et parfois associé au Florentin selon les sources, il passe de main en main jusqu'au Portugal, où, en 1489, il est recensé dans les joyaux du roi. Mis en gage pour quarante mille livres, il est ensuite vendu pour une somme de soixante dix mille livres, à un gentilhomme français en 1570, Nicolas Harlay de Sancy, seigneur de Sancy, baron de Maule, qui, plus tard, devient surintendant des finances d'Henri IV, lequel refusa de l'acquérir en raison de son prix trop élevé. Nicolas Harlay chercha entretemps à le vendre en France à différents aristocrates. Vincent Ier de Gonzague tenta plusieurs fois de l'acquérir, en vain. Le roi Henri III l'emprunte puis le rend à Nicolas. Le diamant est alors envoyé à Londres chez le frère de Nicolas qui finit par réussir, en 1604, à le vendre au roi d'Angleterre Jacques Ier. En 1605, il est mentionné à l'inventaire des joyaux de la couronne anglaise comme « un diamant féerique, taillé en facettes, acheté à Sancy ». Henriette-Marie de France, reine d'Angleterre et fille d'Henri IV, en hérite, puis, comme gage de sa dette lors de son exil, le remet au duc d'Epernon en décembre 1647. Il est ensuite acheté par le cardinal Mazarin en 1657 par l'intermédiaire de Colbert qui portait procuration. Mazarin le donne par testament à Louis XIV en 1661 : dans le document, il est estimé à 600 000 livres ; ce legs est une contribution -  avec 17 autres diamants - pour que Louis XIV accepte que le reste de la fortune du cardinal, lequel la juge « acquise illégalement », soit transmise à ses héritiers. 
Avant l'acquisition du Régent en 1717 par Philippe d'Orléans, le Sancy était considéré comme le plus beau diamant d'Europe.
Il est ensuite serti sur les couronnes de Louis XV en 1722, formant le centre de la fleur de lys, puis de Louis XVI en 1774, avant d'être utilisé comme bijou par Marie-Antoinette[réf. nécessaire].
Le diamant disparaît lors du « vol des joyaux de la Couronne de France » en 1792 avant d'être retrouvé en 1794. Il passe alors entre les mains de propriétaires espagnol, russe (en 1828, il est vendu au prince russe Demidov pour 100 000 francs), indien (Sir Jamsetjee Jeejeebhoy qui l'achète 100 000 £) puis de William Waldorf Astor et est porté par sa belle-fille, Lady Astor, qui décède en 1964. Il fait partie des collections du musée du Louvre depuis 1979, ayant été acheté trois ans plus tôt par le musée pour un million de francs. 
Il est exposé dans la galerie d'Apollon, réservée aux joyaux de la couronne française.